# طور أرضي

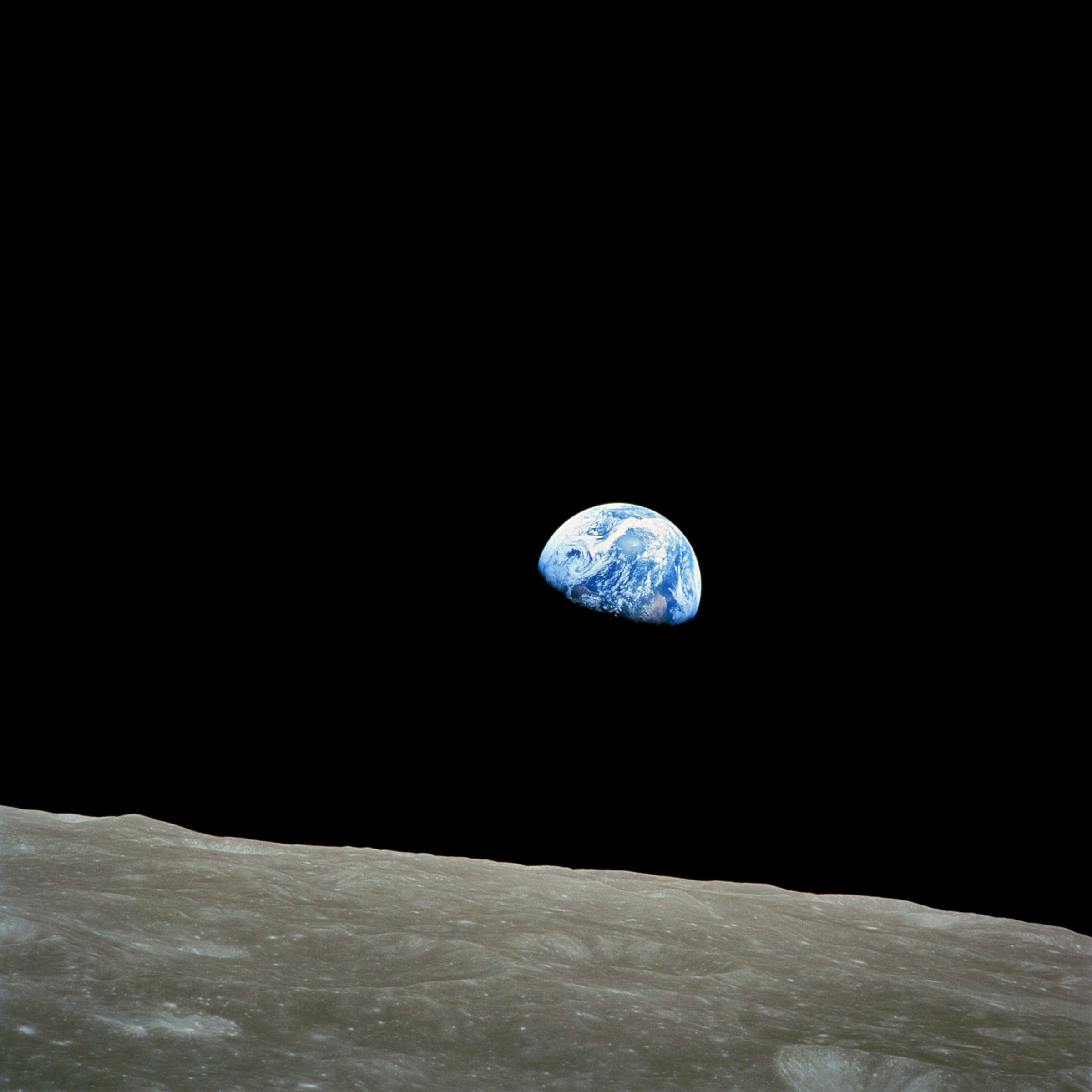

الطور الأرضي أو طور الأرض (بالإنجليزية: Earth phase, Terra phase, terrestrial phase, phase of Earth)‏ هو شكل القسم الذي تضيئه الشمس مباشرةً من كوكب الأرض كما يظهر من القمر (أو من مكان آخر خارج الأرض). وتتغير أطوار الأرض –كما تبدو من القمر- بشكل تدريجي ودوري خلال فترة الشهر القمري أو الشهر الاقتراني (نحو 29.53 يومًا)، مع تبدل الموضع المداري للقمر حول الأرض وللأرض حول الشمس.

## لمحة عامة
تُعد الأرض واحدة من أبرز معالم سماء القمر، ويبلغ القطر الزاوي للأرض (1.9°) أربعة أضعاف ما هو لدى القمر كما يُرى من الأرض، غير أن الحجم الظاهري للأرض في السماء –وبسبب كون مدار القمر منحرف عن المركز- يختلف بنسبة تبلغ نحو 5% في كلا الاتجاهين (فيتراوح قطرها وفقًا لذلك بين 1.8° و2.0°). وتبدي الأرض أطوارًا كما هو حال القمر بالنسبة إلى من يراه من الأرض، غير أن الأطوار تكون متعاكسة؛ فحين يرى المراقب الأرضي القمرَ في طوره الكامل (البدر)، يشاهد المراقب القمري الأرضَ في «طور المحاق»، والعكس بالعكس. تبلغ إضاءة الأرض ثلاثة أضعاف ما هي لدى القمر (ويرجع سبب ذلك بجزء منه إلى الغلاف الغمامي المبيضّ)، وبسبب المساحة الأكبر أيضًا، تتوهج الأرض في طورها الكامل بسطوع يتجاوز 50 ضعف ما هو لدى البدر في أوجه بالنسبة إلى المراقب الأرضي. وينعكس ضوء الأرض هذا على نصف القمر غير المضاء بالشمس مانحًا إياه ما يكفي من السطوع ليصبح مرئيًا من الأرض، حتى بواسطة العين المجردة – وتُعرف هذه الظاهرة باسم سطوع الأرض (بالإنجليزية: Earthshine).
ونتيجة لدوران القمر المتزامن، يظل أحد جانبي القمر (الجانب القريب) مواجهًا للأرض باستمرار، فيما تتعذر رؤية الجانب الآخر (الجانب البعيد) بمعظمه من الأرض. وبشكل معكوس، يعني هذا أن من الممكن رؤية الأرض من الجانب القريب للقمر فقط، في حين تتعذر رؤيتها دائمًا من الجانب البعيد. وتستغرق دورة الأرض حول محورها –كما يظهر من سطح القمر- مدة تقارب يومًا أرضيًا واحدًا (وتختلف المدة بشكل طفيف وفقًا لحركة القمر المدارية).
لو كان دوران القمر حول نفسه متزامنًا بالكامل، لما ظهرت للأرض أي حركة يمكن ملاحظتها في سماء القمر. لكن بسبب ميسان القمر، تقوم الأرض بحركة تذبذب معقدة وبطيئة. فمرة في كل شهر، كما يظهر من القمر، تُكمل الأرض مدارًا شبه بيضوي يبلغ قطره 18°. ويختلف الشكل والمنحنى الدقيقان لهذا المدار البيضوي وفقًا لموضع المراقب على القمر. ونتيجة لذلك، قرب الحد الفاصل بين الجانبين القريب والبعيد للقمر، تكون الأرض تحت خط الأفق تارةً وفوقه تارة.
ويجدر التنويه إلى أنه، على الرغم من وجود صور فوتوغرافية حقيقية للأرض كما تظهر من القمر (والكثير منها صادر عن ناسا)، فبعض الصور التي تنتشر على وسائل التواصل الاجتماعي ويُزعم أنها للأرض كما تظهر من القمر قد لا تكون حقيقية.

## ظواهر الكسوف من القمر
تلتقي الأرض والشمس أحيانًا في سماء القمر، ما يسبب حدوث الكسوف. حينذاك يشاهد المراقب على الأرض خسوفًا قمريًا عندما يمر القمر في ظل الأرض، في حين أن المراقب على القمر يشاهد كسوفًا شمسيًا حين تحتجب الشمس خلف الأرض. وبما أن القطر الظاهري للأرض يبلغ أربعة أضعاف ما هو لدى الشمس، تختفي الشمس خلف الأرض لساعات، ويتبدى الغلاف الجوي للأرض مثل حلقة محمرة اللون. خلال مهمة أبولو 15، أجريت محاولة لاستخدام آلة التصوير التلفازية الخاصة بالعربة القمرية لمشاهدة كسوف من هذا النوع، لكن آلة التصوير -أو مزود طاقتها- أصيبت بالعطب بعد مغادرة رواد الفضاء للأرض.
ومن جهة أخرى، لا تشكل ظواهر كسوف الشمس الأرضية نفس المشهد المهيب للمراقبين القمريين، لأن مخروط ظل القمر يكاد يتناهى في الاستدقاق عند سطح الأرض، فتظهر رقعة مظلمة غبشة تكون بالكاد مرئية. ويمكن مقارنة هذا الانطباع بظل كرة غولف يلقيه ضوء الشمس على عنصر يقع على بعد 5 أمتار (16 قدمًا). وقد يتمكن المراقبون القمريون بالاستعانة بالتلسكوب من تمييز الظل المخروطي على صورة بقعة سوداء واقعة في مركز منطقة أقل ظلامًا (شبه الظل، بالإنجليزية: penumbra) تنتقل عبر قرص الأرض في طورها الكامل. ويبدو ذلك شبيهًا على نحو كبير بما يظهر من مرصد مناخ الفضاء العميق الذي يدور حول الأرض عند نقطة لاغرانج L1 في المنظومة الشمسية الأرضية، على بعد 1.5 مليون كيلومتر (0.93 مليون ميل) من الأرض.
وللإيجاز، كلما حدث كسوف من نوع ما على الأرض، يحدث كسوف من نوع آخر على القمر. ويتمكن المراقبون الأرضيون والقمريون على حد سواء من مشاهدة ظواهر الكسوف كلما اصطف الجرمان السماويان (الأرض والقمر) مع الشمس في خط مستقيم، الظاهرة التي تُعرف باسم الاقتران الكوكبي.

## أطوار الأرض
- الطور الكامل
- طور ثلاثة الأرباع
- الطور النصفي
- طور الهلال